# Yvonne Craig

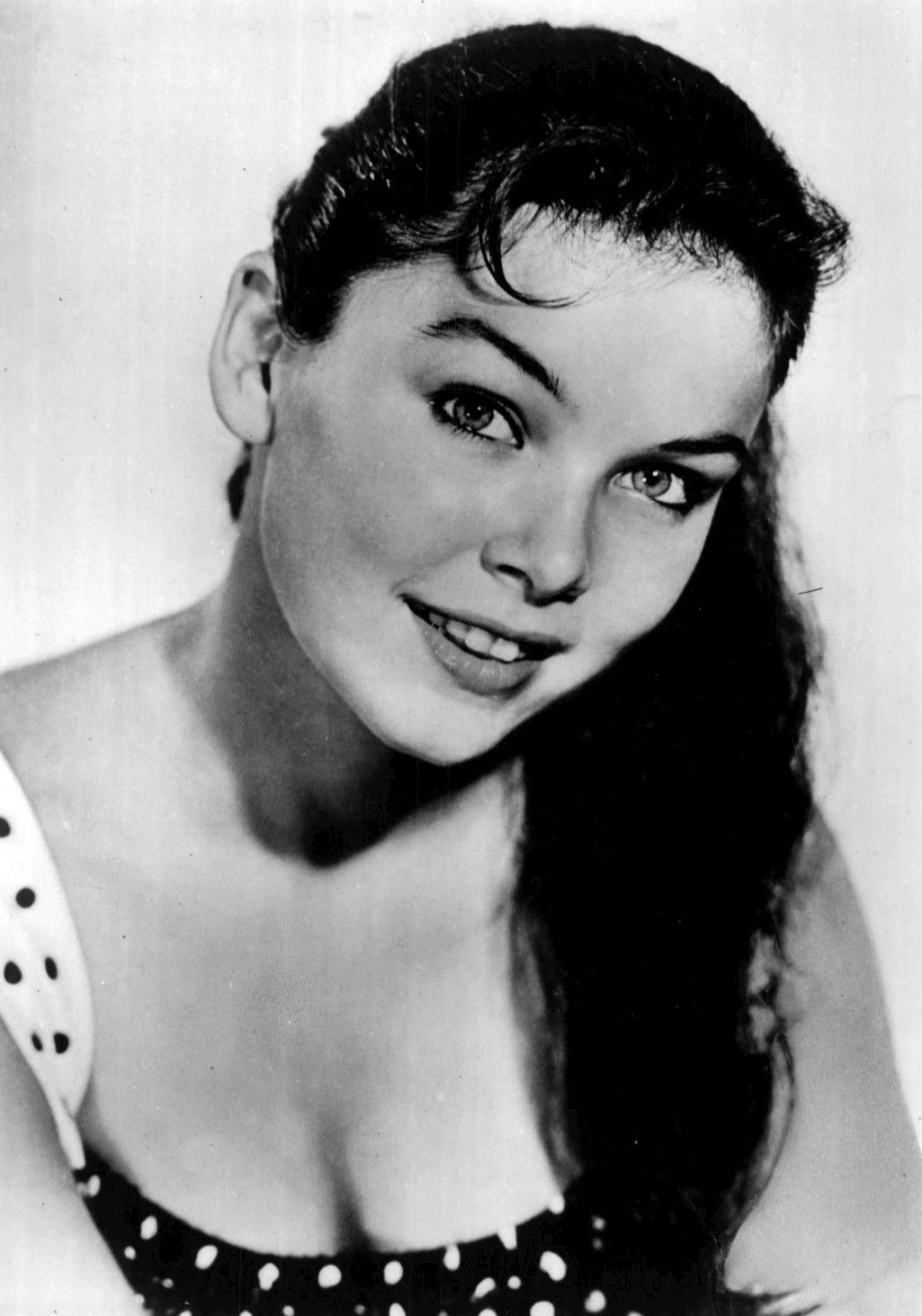
Bild der Schauspielerin Yvonne Craig.

Yvonne Joyce Craig (* 16. Mai 1937 in Taylorville, Illinois, USA; † 17. August 2015 in Los Angeles) war eine US-amerikanische Schauspielerin, die in mehr als 80 Filmen und Fernsehserienfolgen mitgewirkt hat. Bevor sie 1957 Schauspielerin wurde, studierte sie Ballett und gehörte zwischen 1954 und 1957 zum renommierten Ballets Russes.

## Kindheit und Jugend
Yvonne Craig verbrachte nur die ersten Lebensjahre in Illinois, denn bereits um 1940 zogen ihre Eltern nach Columbus, Ohio. Der nächste Umzug führte die Familie um 1950 nach Dallas, Texas, wo Craig Ballett an der renommierten Edith James School studierte. Bei einer Weihnachtsgala wurde die als Ehrengast anwesende russische Primaballerina Alexandra Danilowa auf Craigs Talent aufmerksam und vermittelte sie an das Ballets Russes, dem sie sich 1954 als deren jüngstes Mitglied anschloss. Nach einer Meinungsverschiedenheit mit ihrer einstigen Förderin verließ Craig das Ensemble 1957 und ging nach Los Angeles, um an der Eugene Loring School Tanz zu studieren. Der Filmproduzent Edmond Chevie, der Craig bereits während ihres Engagements beim Ballets Russes für eine Filmproduktion gewinnen wollte (damals allerdings noch gescheitert war, weil Craig viel lieber Ballett tanzen als Filme drehen wollte), sprach sie erneut an und hatte diesmal Erfolg. Denn Yvonne Craig dachte, es sei eine gute Gelegenheit, sich vorübergehend mit der Schauspielerei einzulassen, bis sie wieder ein Engagement beim Ballett finden würde.

## Film und Fernsehen
1957 drehte sie mit dem erst 1959 in die Kinos gekommenen Western Land ohne Gesetz (The Young Land) ihren ersten Film an der Seite von Patrick Wayne, einem Sohn von John Wayne. In Blake Edwards Filmkomödie Der Spätzünder war sie 1960 in einer tragenden Rolle besetzt. In der ersten Hälfte der 1960er-Jahre wirkte sie häufig an Spielfilmen mit, wie zum Beispiel in den zwei Elvis-Presley-Filmen Ob blond – ob braun (It happened at the world’s fair, 1963), in dem sie eine Nebenrolle bekleidete, und Die wilden Weiber von Tennessee (Kissin’ Cousins, 1964), in dem sie die weibliche Hauptrolle spielte.
Insgesamt sah man sie noch häufiger in Fernsehserien; wie zum Beispiel zwischen 1960 und 1964 viermal in der Serie 77 Sunset Strip, dreimal in Notruf California (1973 und 1974) und zweimal in Mannix (1969 und 1973). Darüber hinaus hatte sie mehrere einmalige Gastauftritte in Serien wie Mein Onkel vom Mars oder Big Valley (beide 1965), Ihr Auftritt, Al Mundy (1968), Raumschiff Enterprise (1969), Kojak – Einsatz in Manhattan (1973) und Starsky & Hutch (1979). Ihren größten Erfolg aber landete sie mit dem Fernsehfilm Batgirl und ihrer gleichnamigen Rolle in der hieran anschließenden dritten Staffel (1967/68) der Fernsehserie Batman mit insgesamt 26 Folgen.
Nach Ablauf der 1970er-Jahre stand sie nur noch in großen Zeitabständen vor der Kamera, zuletzt sprach sie von 2008 bis 2011 die Großmutter in der Zeichentrickserie Olivia.

## Ehe und Partnerschaft
Um 1960 lernte Yvonne Craig den Schauspieler und Sänger Jimmy Boyd kennen und heiratete ihn bald, doch die Ehe hielt nur zwei Jahre. Ihr nächster Lebensgefährte war der Komiker Mort Sahl, mit dem sie mehr als drei Jahre zusammen war. Während sie die Batman-Serie drehte, war sie mit dem Schauspieler Bill Bixby liiert. 1988 heiratete sie den Immobilienkönig Kenneth Aldrich, mit dem sie 17 Jahre zusammen lebte.

## Die späteren Jahre
Nach dem weitgehenden Ende ihrer Schauspielerkarriere stieg sie ins Immobiliengeschäft ein und hatte später ein eigenes Maklerbüro in Südkalifornien. Außerdem war sie an einer Telefonkartengesellschaft beteiligt und gab zeitweise Schauspielunterricht. Ferner unternahm sie mit ihrem Ehemann ausgedehnte Reisen, vor allem nach Afrika. Im September 2000 veröffentlichte sie ihre Autobiografie mit dem Titel From Ballet to The Batcave and Beyond. Craig starb im August 2015 im Alter von 78 Jahren in ihrem Zuhause in Pacific Palisades, einem Stadtteil von Los Angeles, an den Folgen einer Brustkrebserkrankung.

## Filmografie (Auswahl)
- 1957: Eighteen and Anxious
- 1958: Perry Mason (Fernsehserie, Folge 1x35 Der Fall mit der wertlosen Mine)
- 1959: April entdeckt die Männer (Gidget)
- 1959: Land ohne Gesetz (The Young Land)
- 1959: Bronco (Fernsehserie, Folge 2x03)
- 1959: Jazz-Ekstase (The Gene Krupa Story)
- 1959–1962: The Many Loves of Dobie Gillis (Fernsehserie, 6 Folgen)
- 1960: Der Spätzünder (High Time)
- 1960–1964: 77 Sunset Strip (Fernsehserie, 4 Folgen)
- 1961: Kein Fall für FBI (The Detectives, Fernsehserie, Folge 2x18)
- 1961: Und die Nacht wird schweigen (By Love Possessed)
- 1961: Flucht aus der Hölle (Seven Women from Hell)
- 1962: Am Fuß der blauen Berge (Laramie, Fernsehserie, Folge 4x05)
- 1963: On blond – ob braun (It Happened at the World’s Fair)
- 1964: Die Wilden Weiber von Tennessee (Kissin’ Cousins)
- 1964: Dr. Kildare (Fernsehserie, Folge 3x27)
- 1964: Helden ohne Hosen (Advance to the Rear)
- 1964: Rasch – bevor es schmilzt (Quick, Before It Melts)
- 1964: Die Seaview – In geheimer Mission (Voyage to the Bottom of the Sea, Fernsehserie, Folge 1x07)
- 1965: Solo für O.N.C.E.L. (The Man from U.N.C.L.E., Fernsehserie, Folge 1x23)
- 1965: Kentucky Jones (Fernsehserie, Folge 1x26)
- 1965: Ski Party
- 1965: Mein Onkel vom Mars (My Favorite Martian, Fernsehserie, Folge 3x04)
- 1965: Big Valley (The Big Valley, Fernsehserie, Folge 1x16)
- 1966: Ein Spion zuviel (One Spy Too Many)
- 1966: Verrückter wilder Westen (The Wild Wild West, Fernsehserie, Folge 1x19)
- 1966: Meine drei Söhne (My Three Sons, Fernsehserie, Folge 7x06)
- 1967: Derek Flint – hart wie Feuerstein (In Like Flint)
- 1967: Batgirl (Fernsehfilm)
- 1967–1968: Batman (Fernsehserie, 26 Folgen)
- 1968: Der Geist und Mrs. Muir (The Ghost & Mrs. Muir, Fernsehserie, Folge 1x02)
- 1968: Ihr Auftritt, Al Mundy (It Takes a Thief, Fernsehserie, Folge 2x03)
- 1969: Raumschiff Enterprise (Star Trek: The Original Series, Fernsehserie, Folge 3x14 Wen die Götter zerstören)
- 1969–1972: Wo die Liebe hinfällt (Love American Style, Fernsehserie, 4 Folgen)
- 1969/1973: Mannix (Fernsehserie, 2 Folgen)
- 1970: Planet der Giganten (Land of the Giants, Fernsehserie, Folge 2x24)
- 1971: How to Frame a Figg
- 1973: Der Magier (The Magician, Fernsehserie, Folge 1x08 Das Spiel der Ganoven)
- 1973: Kojak – Einsatz in Manhattan (Kojak, Fernsehserie, Folge 1x08)
- 1974: Notruf California (Emergency!, Fernsehserie, Folge 4x03)
- 1976: Holmes & Yoyo (Fernsehserie, Folge 1x09)
- 1977: Der Sechs-Millionen-Dollar-Mann (The Six Million Dollar Man, Fernsehserie, Folge 4x17)
- 1979: Starsky & Hutch (Fernsehserie, Folge 4x21)
- 1983: Fantasy Island (Fernsehserie, Folge 6x21)
- 1990: Diggin’ Up Business
- 2009–2011: Olivia (Fernsehserie, 30 Folgen, Sprechrolle)